# II Девы
II Девы (лат. II Virginis), HD 105759 — одиночная переменная звезда в созвездии Девы на расстоянии приблизительно 299 световых лет (около 91,7 парсек) от Солнца. Визуальная звёздная величина звезды — от +6,55m до +6,49m.
Открыта А. Коломба, Дж. де Бенедетто и Антонио Иело в 1991 году***.

## Характеристики
II Девы — белая пульсирующая переменная звезда типа Дельты Щита (DSCTC:) спектрального класса kA2hF0mA2V, илиA0, или A3III. Масса — около 1,949 солнечной, радиус — около 2,395 солнечного, светимость — около 16,73 солнечной. Эффективная температура — около 7542 K.

## Планетная система
В 2019 году учёными, анализирующими данные проектов Hipparcos и Gaia, у звезды обнаружена планета HIP 59346 b.